# کونیگسفلد (بایرن)
کونیگسفلد (به آلمانی: Königsfeld) یک شهر در آلمان است که در بامبرگ واقع شده‌است.